# AC ChievoVerona
Associazione Calcio ChievoVerona (znany jako Chievo Werona) – włoski klub piłkarski z siedzibą w Weronie, założony w 1929. Właścicielem klubu była firma Paulani, produkująca wyroby cukiernicze, a pierwotna nazwa klubu brzmiała Paulani Chievo (drugi człon od nazwy dzielnicy).

## Historia
Klub zyskał status profesjonalny w 1986, kiedy to przystąpił do rozgrywek Serie C2 i zmienił nazwę na obecną A.C. Chievo Werona. W 2001 roku awansował do Serie A, by spaść z niej w sezonie 2006/2007. Przez długi czas utrzymywał wysoką pozycję w najwyższej klasie rozgrywkowej Włoch, pokonując wiele faworyzowanych zespołów. Chievo rozgrywało swoje mecze na Stadio Marcantonio Bentegodi, który dzieliło z bardziej utytułowanym rywalem, Hellas Verona. Klub nazywany był przez kibiców Gialloblu (żółto-niebiescy) lub Mussi Volanti (Latające Osły). Wiele symboli Chievo to zapożyczenia (plagiaty) z Hellas. Chievo spadło z Serie A w 2019 roku. W lipcu 2021 roku Chievo zostało wykluczone z Serie B z powodu zaległości podatkowych. W ratowanie Chievo zaangażowała się jego legenda Sergio Pellissier, który szukał inwestorów, aby klub mógł rozpocząć sezon 2021/2022 na poziomie Serie D. To jednak nie udało się a „Latające Osły” przestały istnieć. W 2024 r. FC Clivense wykupił markę Chievo Werona. 

## Sukcesy
- Zwycięzca Serie B: 2007/2008
- uczestnik Pucharu UEFA: 2002/2003

## Europejskie puchary
Legenda do wszystkich tabel:
- Q – runda eliminacyjna, 1/16, 1/8, 1/4, 1/2 – odpowiednia faza rozgrywek, Grupa – runda grupowa, 1r gr – pierwsza runda grupowa, 2r gr – druga runda grupowa, F – finał, R – runda, PO – play-off
- k. – rzuty karne, los. – losowanie, Dogr. – dogrywka, w. – zasada bramek strzelonych na wyjeździe

| Sezon   | Rozgrywki     | Runda | Przeciwnik       | Dom | Wyjazd | Ogólnie |
| ------- | ------------- | ----- | ---------------- | --- | ------ | ------- |
| 2002/03 | Puchar UEFA   | 1R    | FK Crvena zvezda | 0–2 | 0–0    | 0–2     |
| 2006/07 | Liga Mistrzów | 3Q    | Lewski Sofia     | 2–2 | 0–2    | 2–4     |
| 2006/07 | Puchar UEFA   | 1R    | SC Braga         | 2–1 | 0–2    | 2–3     |